# Konverter (Schweißtechnik)

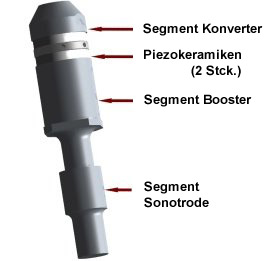
Konverter - Booster - Sonotrode

Konverter (auch: Schallwandler) sind elektromechanische Bauteile in Ultraschall-Schweißeinheiten. Sie haben die Aufgabe, die durch einen Generator bereitgestellte hochfrequente elektrische Spannung in mechanische Schwingungen umzuwandeln, indem die Wirkungen der Piezoelektrizität oder Magnetostriktion genutzt werden.
Bauform und Bestückung von Konvertern hängen u. a. ab von der Frequenz der durch den Ultraschallgenerator bereitgestellten Spannung und der gewünschten Ausgangsamplitude. Konverter in 20-kHz-Schweißsystemen stellen üblicherweise Amplituden um die 10 µm bereit.
Diese Amplitude wird durch die Bauform des in Ultraschall-Schweißsystemen eingesetzten Boosters als auch durch die der Sonotrode beeinflusst, in der Regel verstärkt.